# Nicolás Artajo
Nicolás Artajo-Kwasniewski (* 1. Mai 1985 in Berlin) ist ein deutscher Schauspieler, Hörspielsprecher, Moderator, Hörbuchsprecher, Synchronsprecher und Regisseur.
Für das Hörspiel Der kleine Prinz bekam er 2021 vom Bundesverband Musikindustrie die Goldene Schallplatte verliehen.

## Leben
Nicolás Artajo stammt aus einem polnisch-spanisch-deutschen Elternhaus, steht bereits seit seinem dritten Lebensjahr vor der Kamera und spielte in über 30 Film- und Fernsehproduktionen mit.
Von 2002 bis 2004 war er an der Schauspielschule Startbrett in Berlin. 2016 beendete er erfolgreich ein Masterstudium der Geschichtswissenschaften und Deutschen Literatur an der Humboldt-Universität in Berlin.
Im Jahr 2015 spielte er unter der Regie von Sebastian Peterson eine der Hauptrollen in dem Kinofilm Meier Müller Schmidt, der auf den 49. Internationalen Hofer Filmtagen Premiere feierte und für den „Förderpreis Neues Deutsches Kino“ nominiert wurde. In der Märchenverfilmung Schneewittchen verkörperte er den Prinzen an der Seite der Schauspielerin Laura Berlin. Von 2005 bis 2007 gehörte er zur Hauptbesetzung der ZDF-Telenovela Wege zum Glück.
Seit 2011 moderierte er in über 130 Folgen die Bastel-Sendung Art Attack für den Disney Channel.
Als Synchronsprecher wirkte Artajo in hunderten Kinofilmen und Serien mit. So ist er unter anderem die Feststimme von Jamie Bell, Michael Cera und Himesh Patel. Seit 2008 ist er auch als Synchronregisseur und Dialogbuchautor tätig.
Für zahlreiche seiner Hörbuch-Lesungen wurde er für den Deutschen Hörbuch-Publikumspreis und den Preis der Deutschen Schallplattenkritik nominiert und ausgezeichnet. 2021 erhielt er für das Hörspiel „Der kleine Prinz“ die Goldene Schallplatte.
Nicolás Artajo entwickelte 2018 das Konzept zur ARD-Online-Serie Backstories und führte bei den sieben Folgen Regie. Er arbeitete auch immer wieder als 2-Unit-Regisseur für die ARD und Netflix und drehte zahlreiche Kurzfilme. Für den in Warschau und Berlin produzierten Film Water under the Bridge konnte er Golden-Globe-Preisträger Stacy Keach für die Hauptrolle in seinem Film gewinnen.
Er ist der Sohn der Theaterregisseurin und Synchronsprecherin Iris Artajo. Sein Bruder Maximilian Artajo ist ebenfalls als Schauspieler und Synchronsprecher tätig.

## Filmografie
- 1989: Affäre Nachtfrost (Fernsehfilm)
- 1991: Siebenstein
- 1992: Der Leibwächter Folge 5 – Tödliche Eva
- 1993: Durchreise – Die Geschichte einer Firma (Sechsteiliger Fernsehfilm)
- 1993: Durst nach Rache
- 1994: Tafelspitz
- 1994: Der Mond scheint auch für Untermieter (Fernsehserie, eine Folge)
- 1994–1997: Für alle Fälle Stefanie (Fernsehserie, 36 Folgen)
- 1995: Gute Zeiten, schlechte Zeiten (Fernsehserie, eine Folge)
- 1998: Der Kinderhasser (Fernsehfilm)
- 1998: Hallo, Onkel Doc! (Fernsehserie, Folge Giftskandal)
- 1999: Götterdämmerung – Morgen stirbt Berlin (Fernsehfilm)
- 1999: Lexx – The Dark Zone (Fernsehserie, eine Folge)
- 2001: Dr. Sommerfeld – Neues vom Bülowbogen – In der Zwickmühle
- 2001: Wen die Götter lieben (Kurzfilm)
- 2003: Mama machts möglich (Fernsehfilm)
- 2004: Hallo Robbie! (Fernsehserie, eine Folge)
- 2003: SOKO Wismar – Doppelvierer (Fernsehserie, eine Folge)
- 2003: Wie erziehe ich meine Eltern? (Fernsehserie, eine Folge)
- 2005: Der Mann, den Frauen wollen (Fernsehfilm)
- 2005: Krimi.de (Fernsehserie, zwei Folgen)
- 2007: Mitten im Leben
- 2005–2007: Wege zum Glück (Fernsehserie, 138 Folgen)
- 2009: Schneewittchen (Fernsehfilm)
- 2010: Kreuzfahrt ins Glück
- 2011: Brennpunkt Berlin (Kurzfilm)
- 2012: Big Shoes (Kurzfilm)
- 2013: Therapy (Kurzfilm)
- 2014: Fair Decision. Social Spot
- 2015: Meier Müller Schmidt (Kinospielfilm)
- 2015: Inga Lindström: Leg dich nicht mit Lilli an (Fernsehfilm)
- 2018: Skin Creepers (Kinospielfilm)
- 2019: In aller Freundschaft – Die Krankenschwestern
- 2022: Don´t Lose Your Face (Horrorkurzfilm)
- 2022: Das Recht der Stärkeren (Kinospielfilm)

## Moderation
- 2018: Percy Jackson Veranstaltung zu den „Erfurter Kinderbuchtagen“
- 2018: Percy Jackson Veranstaltung im Hamburger Literaturhaus
- 2017: Die Disney-Channel Sommerspiele 2017 (5 Folgen)
- 2017: Die Abenteuer der Freemaker. Aufruf Gewinnspiel (Disney Channel)
- 2016: An die Töpfe, fertig, lecker. Staffel 1 (als Gast. Disney Channel)
- 2015: Hamburg Animation Award. Laudator
- 2015–2017: Disney Magic Moments. Staffel 2–4 (als Gast)
- 2012: Freundschaftsgeschichten mit Winnie Puuh (18 Folgen für den Disney Channel)
- 2011–2015: Art Attack (130 Folgen für den Disney Channel)
- 2011: Preisverleihung „100 % Musik“ im Hans Otto Theater Potsdam

## Filmregie
- 2006: Watergate (Kurzfilm)
- 2007: Spiel mit mir (Kurzfilm)
- 2007–2010: Water under the Bridge (Kurzfilm)
- 2011: Brennpunkt Berlin (Kurzfilm)
- 2012: Big Shoes (Kurzfilm)
- 2013: Therapy (Kurzfilm)
- 2017: 2nd Unit bei In aller Freundschaft – Die jungen Ärzte (Folgen 127, 128, 129)
- 2018: 2nd Unit bei In aller Freundschaft – Die jungen Ärzte (Folgen 160, 161, 162)
- 2018: 2nd Unit bei In aller Freundschaft – Die jungen Ärzte (Folgen 169, 170, 171)
- 2018: Backstories: In aller Freundschaft – Die jungen Ärzte (ARD Onlineserie: 7 Folgen)
- 2019: 2nd Unit bei In aller Freundschaft – Die jungen Ärzte (Folgen 181, 182, 183)
- 2019: 2nd Unit bei In aller Freundschaft – Die Krankenschwestern (Folgen 9, 10, 11, 12)
- 2020: 2nd Unit bei In aller Freundschaft – Die jungen Ärzte (Folgen 229, 230, 231)
- 2021: 2nd Unit bei dem Spielfilm Du, Sie, Er, Wir für Netflix

## Co-Produzent
- 2018: Skin Creepers (Kino)

## Synchronregie (Auswahl)
- 2008–2010: Backyardigans (40 Folgen für Nickelodeon)
- 2010–2011: The Hard Time of RJ Berger (24 Folgen für MTV)
- 2010–2013: Big Time Rush (62 Folgen für Nickelodeon)
- 2012: 200 MPH (Spielfilm)
- 2012: Big Time Movie (Spielfilm)
- 2012: Dragon Age: Dawn of the Seeker (Spielfilm)
- 2012: Green Lantern (26 Folgen für Kabel 1)
- 2013: Underemployed (12 Folgen für MTV)
- 2013: Crooked Arrows (Spielfilm)
- 2014–2015: Stalker (20 Folgen für Sat 1)
- 2013–2016: Devious Maids – Schmutzige Geheimnisse (49 Folgen für Pro 7)
- 2016–2018: Soy Luna (Serie für Disney)
- 2016: Un, dos, Chef (Serie für Disney)
- 2017: Training Day (13 Folgen für Pro 7)
- 2016–2018: The Mick (33 Folgen für Pro 7)
- 2018–2019: Costume Quest (13 Folgen für Amazon Prime)
- 2020: White Lines (10 Folgen für Netflix)
- 2021: Blood and Water (2te Staffel, 7 Folgen für Netflix)
- 2021: Maya und die Drei (9 Folgen für Netflix)
- 2020–2021: El Cid (12 Folgen für Amazon Prime)
- 2021: Najmro (Spielfilm Netflix)
- 2022: Broad Peak (Spielfilm Netflix)
- 2021–2023: Evil (Serie Paramount+)
- 2023: Sky High (Serie Netflix)
- 2023: Johnny (Spielfilm Netflix)

## Synchronisation (Auswahl)
Jamie Bell
- 2000: Billy Elliot – I Will Dance als Billy Elliot
- 2005: King Kong als Jimmy
- 2008: Jumper als Griffin
- 2011: Die Abenteuer von Tim und Struppi – Das Geheimnis der Einhorn als Tim
- 2011: Der Adler der neunten Legion[2] als Esca
- 2012: Ein riskanter Plan als Joey Cassidy
- 2013: Nymphomaniac: Vol. 2 als K
- 2013: Snowpiercer als Edgar
- 2015: Fantastic Four als Ben Grimm / Das Ding
- 2019: Rocketman als Bernie Taupin
- 2021: Without Remorse als Robert Ritter

Michael Cera
- 2007: Juno als Paulie Bleeker
- 2007: Superbad als Evan
- 2008: Nick & Norah – Soundtrack einer Nacht als Nick
- 2009: Year One – Aller Anfang ist schwer als Oh
- 2010: Scott Pilgrim gegen den Rest der Welt als Scott Pilgrim
- 2012: Youth in Revolt als Nick Twisp / Francois
- 2013: Das ist das Ende als Michael Cera
- 2018: Gloria – Das Leben wartet nicht als Peter
- 2023: The Adults als Eric

### Filme
- 2001: Charlie und das Rentier Ryan Holton
- 2004: Cinderella Story – Chad Michael Murray als Austin Ames
- 2004: Meine Frau, ihre Schwiegereltern und ich – Ray Santiago als Jorge Villalobos
- 2006: Eragon – Das Vermächtnis der Drachenreiter – Ed Speleers als Eragon
- 2008: Wild Child – Erstklassig zickig – Alex Pettyfer als Freddie
- 2008: Frontalknutschen – Aaron Taylor–Johnson als Robbie
- 2009: Jennifer’s Body – Jungs nach ihrem Geschmack – Johnny Simmons als Chip
- 2009: Der fantastische Mr. Fox – Eric Anderson als Kristofferson Silverfox
- 2010: StarStruck – Der Star, der mich liebte – Sterling Knight als Christopher Wilde
- 2011: In Time – Deine Zeit läuft ab – Vincent Kartheiser als Philippe Weis
- 2015: Violetta – Der Weg zum Erfolg – Diego Domínguez als Diego
- 2015: Digimon Adventure tri: Chapter 1 – Reunion – Junya Enoki als Takeru Takaishi / T.K. Takaishi
- 2016: Captain Fantastic: Einmal Wildnis und zurück – George MacKay als Bodevan „Bo“
- 2016: Digimon Adventure tri: Chapter 2 – Determination – Junya Enoki als Takeru Takaishi / T.K. Takaishi
- 2017:  A Silent Voice – Miyu Irino als Shōya Ishida
- 2017: Tom of Finland – Lauri Tilkanen als Veli Mekinnen
- 2017: Digimon Adventure tri: Chapter 3 – Confession – Junya Enoki als Takeru Takaishi / T.K. Takaishi
- 2017: Fullmetal Alchemist – Ryousuke Yamada als Edward Elric
- 2018: Digimon Adventure tri: Chapter 4 – Lost – Junya Enoki als Takeru Takaishi / T.K. Takaishi
- 2018: Digimon Adventure tri: Chapter 5 – Coexistence – Junya Enoki als Takeru Takaishi / T.K. Takaishi
- 2019: The Favourite – Intrigen und Irrsinn – Nicholas Hoult als Harley
- 2019: Yesterday – Himesh Patel als Jack Malik
- 2019: The White Crow als Rudolf Nurejew
- 2019: Digimon Adventure tri: Chapter 6 – Our Future – Junya Enoki als Takeru Takaishi / T.K. Takaishi
- 2020: Bad Boys for Life – Jacop Scipio als Armando Armas
- 2020: Tenet – Himesh Patel als Mahir
- 2020: Demon Slayer: Kimetsu no Yaiba - Das Treffen der Säulen - Kengo Kawanishi als Muichiro Tokito
- 2022: The House – Jarvis Cocker als Developer
- 2022: Fullmetal Alchemist: The Revenge of Scar – Ryousuke Yamada als Edward Elric
- 2023: Saw X – Octavio Hinojosa als Mateo
- 2023: Napoleon (2023) – Edouard Philipponnat als Zar Alexander I.
- 2024: Garfield – Eine extra Portion Abenteuer - Nicholas Hoult als 'Jon Arbuckle'
- 2024: Bad Boys: Ride or Die - Jacob Scipio als Armando Armas

### Serien
- 2000–2001: Digimon 02 – Taisuke Yamamoto als Takeru Takaishi / T.K. Takaishi
- 2004: Gilmore Girls – Chad Michael Murray als Tristan DuGrey
- 2005–2007, 2011: Desperate Housewives – Cody Kasch als Zach Young
- 2006–2008: Neds ultimativer Schulwahnsinn – Alex Black als Seth Powers
- 2007–2009: Prison Break – Marshall Allman als LJ Burrows
- 2007–2010: Kyle XY – Matt Dallas als Kyle
- 2007–2014: Weeds – Kleine Deals unter Nachbarn – Hunter Parrish als Silas Botwin
- 2007–2015: Mad Men – Vincent Kartheiser als Peter „Pete“ Campbell
- 2008: Ghost Whisperer – Stimmen aus dem Jenseits – Matthew Florida als Brad
- 2009–2011: Sonny Munroe – Sterling Knight als Chad Dylan Cooper
- 2010: Ghost Whisperer – Stimmen aus dem Jenseits – Andrew J. West als Jake Olmstead
- 2012–2018: The Middle – Charlie McDermott als Axl Heck
- 2012–2013: Girls  – Jorma Taccone als Booth Jonathan
- 2014–2015: Devious Maids – Schmutzige Geheimnisse – Drew Van Acker als Remi Delatour
- 2015: Vampire Diaries – Marco James als Liam Davis
- 2015–2016: Violetta – Diego Domínguez als Diego Hernández
- 2015–2021: Grey’s Anatomy – Giacomo Gianniotti als Dr. Andrew DeLuca
- 2016–2019: Into the Badlands – Aramis Knight als M.K.
- 2018–2020: Chilling Adventures of Sabrina – Jedidiah Goodacre als Dorian Grey
- 2018, 2021: Seattle Firefighters – Die jungen Helden (Station 19) – Giacomo Gianniotti als Dr. Andrew DeLuca
- 2020: Miraculous – Geschichten von Ladybug und Cat Noir als Felix de Vanily
- 2024: Masters of the Air – Anthony Boyle als Lt. Harry Crosby
- 2024: Monster: Die Geschichte von Lyle und Erik Menendez – Cooper Koch als Erik Menendez
- 2024: Ranma 1/2 - Mamoru Miyano als 'Mikado Sanzenin'

## Hörbücher (Auswahl)
- 2007: Maestro
- 2009: Slumdog Millionär
- 2010: Die Zeit der Wunder
- 2011: Jodi Picoult: In den Augen der anderen, Lübbe Audio & BookBeat, ISBN 978-3-7857-4510-6
- 2012: Dämonenherz
- 2013: Pakt mit dem Tod
- 2014: Die Drei
- 2015: Ich bin dann mal tot
- 2015: So wüst und schön sah ich noch keinen Tag, der Audio Verlag (gemeinsam mit Andreas Fröhlich), ISBN 978-3-86231-682-3
- 2016: These broken stars – Lilac & Tarver von Amie Kaufman & Megan Spooner
- 2016: Rick Riordan: Das Schwert des Sommers (Magnus Chase 1), Hörbuch Hamburg, ISBN 978-3-86742-285-7
- 2017: Smash 99: Dead End Bar
- 2017: Magnus Chase – Der Hammer des Thor
- 2017: Albie Bright: Ein Universum ist nicht genug
- 2018: Die Chroniken von Maradaine: Der Zirkel der blauen Hand
- 2018: Magnus Chase – Das Schiff der Toten
- 2018: Verloren in Eis und Schnee: Die unglaubliche Geschichte der Geschwister Danilow
- 2019: Green Hank: Ein wirklich erstaunliches Ding
- 2019: Wenn Donner und Licht sich berühren
- 2019: Wenn der Morgen die Dunkelheit vertreibt
- 2020 (Audible: 2019): Marshall Ryan Maresca: Die Alchemie des Chaos (Die Chroniken von Maradaine 3), Hörbuch-Download, ISBN 978-3-8387-9070-1
- 2020: Bianca Iosivoni: Feeling Close to you
- 2020: Wie die Ruhe vor dem Sturm
- 2020: Karen M. McManus: The Cousins (Hörbuch-Download, gemeinsam mit Antje von der Ahe, Maximiliane Häcke & Anja Stadlober), der Hörverlag, ISBN 978-3-8445-4091-8
- 2021: Brittainy C. Cherry: Durch die kälteste Nacht (Compass 1, gemeinsam mit Yesim Meisheit, Hörbuch-Download), Lübbe Audio, ISBN 978-3-96635-097-6
- 2022: Nicole Knoblauch: MORE THAN LOVE – WAS DEIN BLICK MIR SAGT (gemeinsam mit Natalja Joselewitsch, Hörbuch-Download), Lübbe Audio, ISBN 978-3-7540-0081-6
- 2022: Sarah Sprinz: Dunbridge Academy – Anytime, Lübbe Audio, ISBN 978-3-96635-210-9 (Hörbuch-Download, Dunbridge Academy 3, gemeinsam mit Yeşim Meisheit)
- 2023: Brittainy C. Cherry: Bis zum hellsten Morgen (Compass 4, gemeinsam mit Yesim Meisheit, Hörbuch-Download), Lübbe Audio, ISBN 978-3-96635-104-1
- 2023: Laura Kneidl: ZERBRICH UNS. NICHT. (Lübbe Audio & Audible, Teil 4 der Serie "Berühre mich nicht", gemeinsam mit  Leonie Landa, Hörbuch-Download), ISBN 978-3-96635-315-1
- 2024: Tanya Lieske: Wir sind (die) Weltklasse (Teil 1), der Audio Verlag, ISBN 978-3-7424-3080-9
- 2025: Ayla Dade: A Million Stars Above, Random House Audio, ISBN 978-3-8371-6863-1 (Hörbuch-Download, Die Sky-Circus-Reihe 1, mit Chantal Busse)
- 2025: Suzanne Collins: Die Tribute von Panem. Der Tag bricht an, Oetinger Media

## Hörspiele (Auswahl)
- Die Playmos (als Emil)[3]
- Kira Kolumna (als Rapha)
- Julia und Romeo (als Romeo)
- Imperator (Paparazzo)
- Der kleine Prinz von Antoine de Saint-Exupéry (als Der kleine Prinz)
- Der König der purpurnen Stadt
- 2002: Edith Nesbit: Die Kinder von Arden (Dick) – Regie: Robert Schoen (Kinderhörspiel – SWR)
- Eine Welt für Madurer (Kinderhörspiel – SWR)
- Das Weihnachtsgeheimnis von Jostein Gaarder
- Ein Sams für Martin Taschenbier (Martin Taschenbier)
- Das Weihnachtsgespenst im Grandhotel
- Der Plan von der Abschaffung des Dunkels (Kinderhörspiel – SWR)
- Leon Traumgänger I-III (Leon)
- Sigmund Freud (8 Folgen. Als „Über Ich“)

## Auszeichnungen (Auswahl)
- 2001: Nominierung Deutscher Synchronpreis für Billy Elliot
- 2008: Deutscher Synchronpreis für Weeds – Kleine Deals unter Nachbarn
- 2010: Deutscher Hörbuch-Publikumspreis (Hörkules) 2. Platz für Slumdog Millionär
- 2010: Preisträger beim Art Amphora Kinder- und Jugendfestival Bulgarien für Schneewittchen
- 2015: Nominierung für den Förderpreis Neues Deutsches Kino für Meier Müller Schmidt
- 2016: Nominierung Preis der Deutschen Schallplattenkritik für die Lesung des Hörbuchs So wüst und schön sah ich noch keinen Tag
- 2018: Nominierung in der Kategorie „Bester Film“ beim Horrorant Filmfestival Athen für Skin Creepers
- 2018: Nominierung Deutscher Hörbuch-Publikumspreis (Hörkulino) für die Lesung von Verloren in Eis und Schnee: Die unglaubliche Geschichte der Geschwister Danilow
- 2019: Preis der Deutschen Schallplattenkritik für die Lesung von Verloren in Eis und Schnee: Die unglaubliche Geschichte der Geschwister Danilow. Bestenliste 1/2019
- 2019: Jurypreis für besten Langspielfilm beim Dead Ends Award für Skin Creepers
- 2021: Nominierung Deutscher Synchronpreis für die Regie bei El Cid (Amazon Prime)
- 2021: German Kids Award in Gold vom Bundesverband Musikindustrie für das Hörspiel Der kleine Prinz
- 2021: Goldene Schallplatte für das Hörspiel Der kleine Prinz produziert von Florian Fickel
- 2023: Crunchyroll Anime Awards - Best National Actor (Germany)